# مارال جیرانی
مارال جیرانی طراح صحنه و لباس ایرانی است. او تاکنون توانسته ۲ بار برای فیلم‌های بی‌همه‌چیز و خائن‌کشی سیمرغ بلورین جشنواره فیلم فجر را بدست آورد.

## جوایز
| سال  | جشنواره                      | بخش               | اثر      | نتیجه    | جایزه        | منبع  |
| ---- | ---------------------------- | ----------------- | -------- | -------- | ------------ | ----- |
| ۱۴۰۰ | چهلمین جشنواره فیلم فجر      | بهترین طراحی لباس | خائن‌کشی  | برنده    | سیمرغ بلورین | [ ۳ ] |
| ۱۳۹۹ | سی و نهمین جشنواره فیلم فجر  | بهترین طراحی لباس | بی‌همه‌چیز | برنده    | سیمرغ بلورین | [ ۴ ] |
| ۱۳۹۸ | سی و هشتمین جشنواره فیلم فجر | بهترین طراحی لباس | خروج     | نامزدشده | سیمرغ بلورین | [ ۵ ] |